# كونيغسفينتر
كونيغسفينتر (بالألمانية: Königswinter) هي مدينة ألمانية تقع في منطقة راين-زيغ Rhein-Sieg-Kreis في ولاية شمال الراين-ويستفاليا، على الجانب الشرقي من نهر الراين مقابل ضاحية باد غودزبيرغ جنوب مدينة بون، ويقدر عدد سكانها بـ 41,216 نسمة (21 ديسمبر 2021). تقع المدينة على قدم ما يسمى بسلسلة الجبال السبعة (زيبنغبيرغه Siebengebirge) مع جبل صخرة التنين (دراخِنفِلْز Drachenfels) الشهير وجبل بطرسبرغ (بيترزبيرغ Petersberg) الذي هو عبارة عن قمة جبلية ضمن سلسلة الجبال السبعة وفيه مقر دار الضيافة التابع للحكومة الاتحادية (فندق فخم بني عام 1892) على سفح جبل بيترزبرغ الذي يطل على مدينة كونيغسفينتر ويمتد إلى داخلها، وتمتلكه الحكومة الألمانية كمقر ضيافة لكبار الضيوف، عندما كانت بون لا تزال عاصمة لألمانيا الاتحادية من بعد الحرب العالمية الثانية حتى توحيد ألمانيا عام 1990 وظل مقراً للحكومة الاتحادية حتى عام 1999 عندما انتقلت الحكومة إلى برلين، ومن بعدها أصبح الفندق مقراً للمؤتمرات الوطنية والدولي ذات الطابع الهام، ومنها مؤتمر بيترزبيرغ للمناخ Petersberg Climate Dialogue الذي عقد في 2010، واتفاق بيترزبرغ عام 1949 يحد المدينة من الشمال حي بويل Beuel التابع لمدينة بون وزانكت آوغستين، ومن الشرق مدينة هينيف وبلدبة بوخهولتز Buchholz ومن الجنوب مدينة باد هونيف ثم من الغرب نهر الراين وحي باد غودزبيرغ التابع لمدينة بون.

## التوأمة
مدن كونياك (بلدة)، Cleethorpes و North East Lincolnshire هي مدن توأمة لـكونيغزوينتر.

## معرض صور

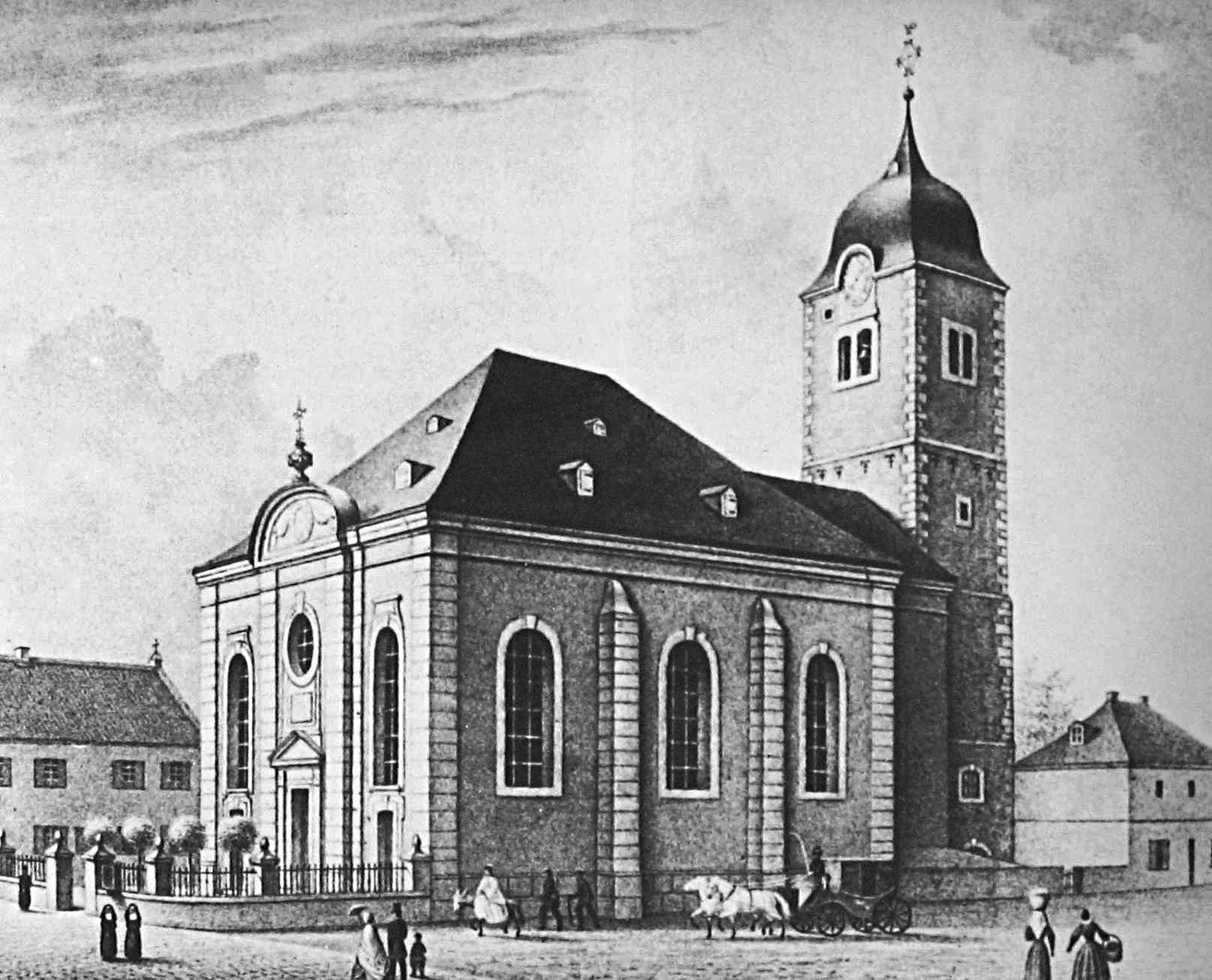
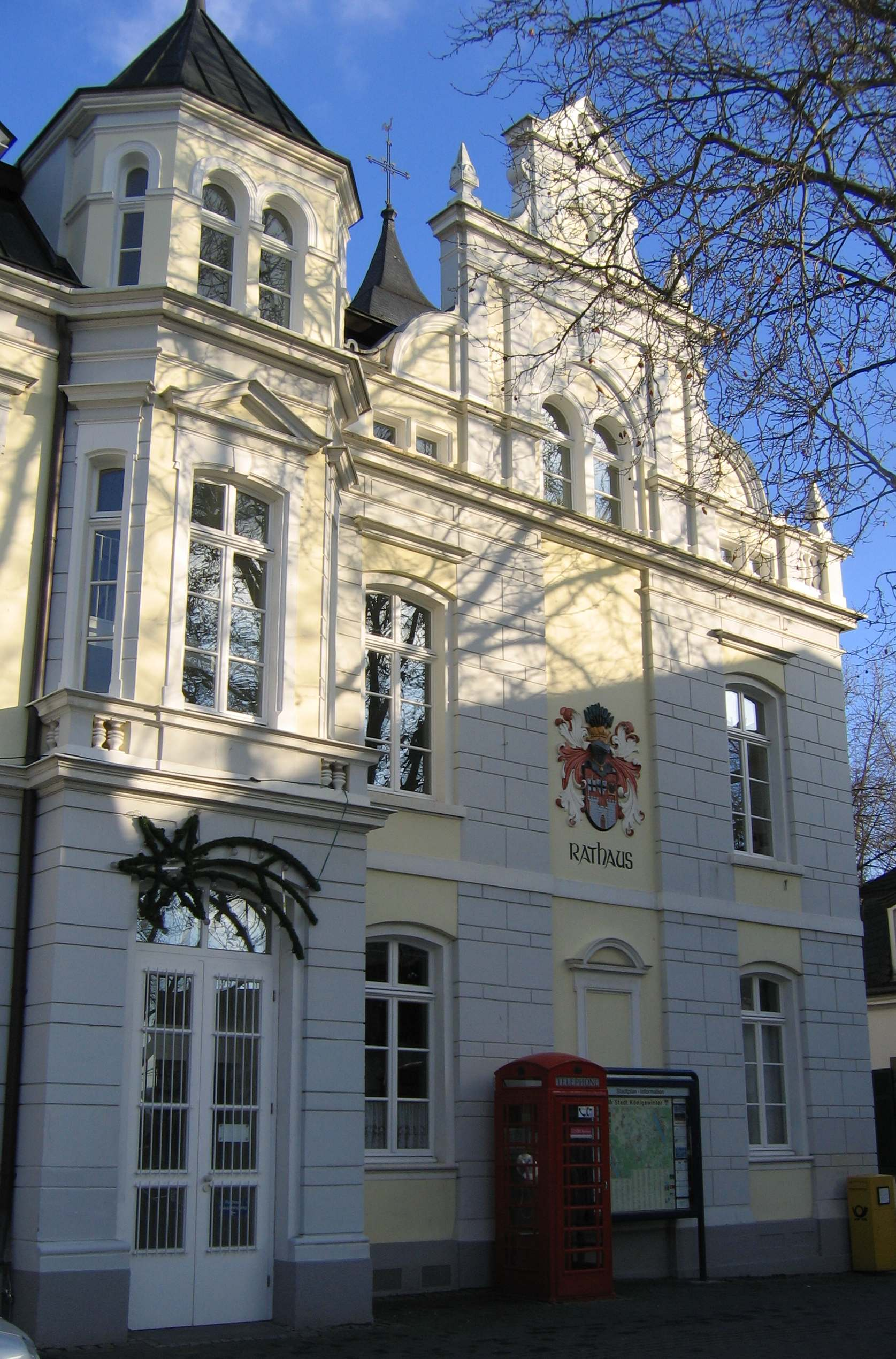
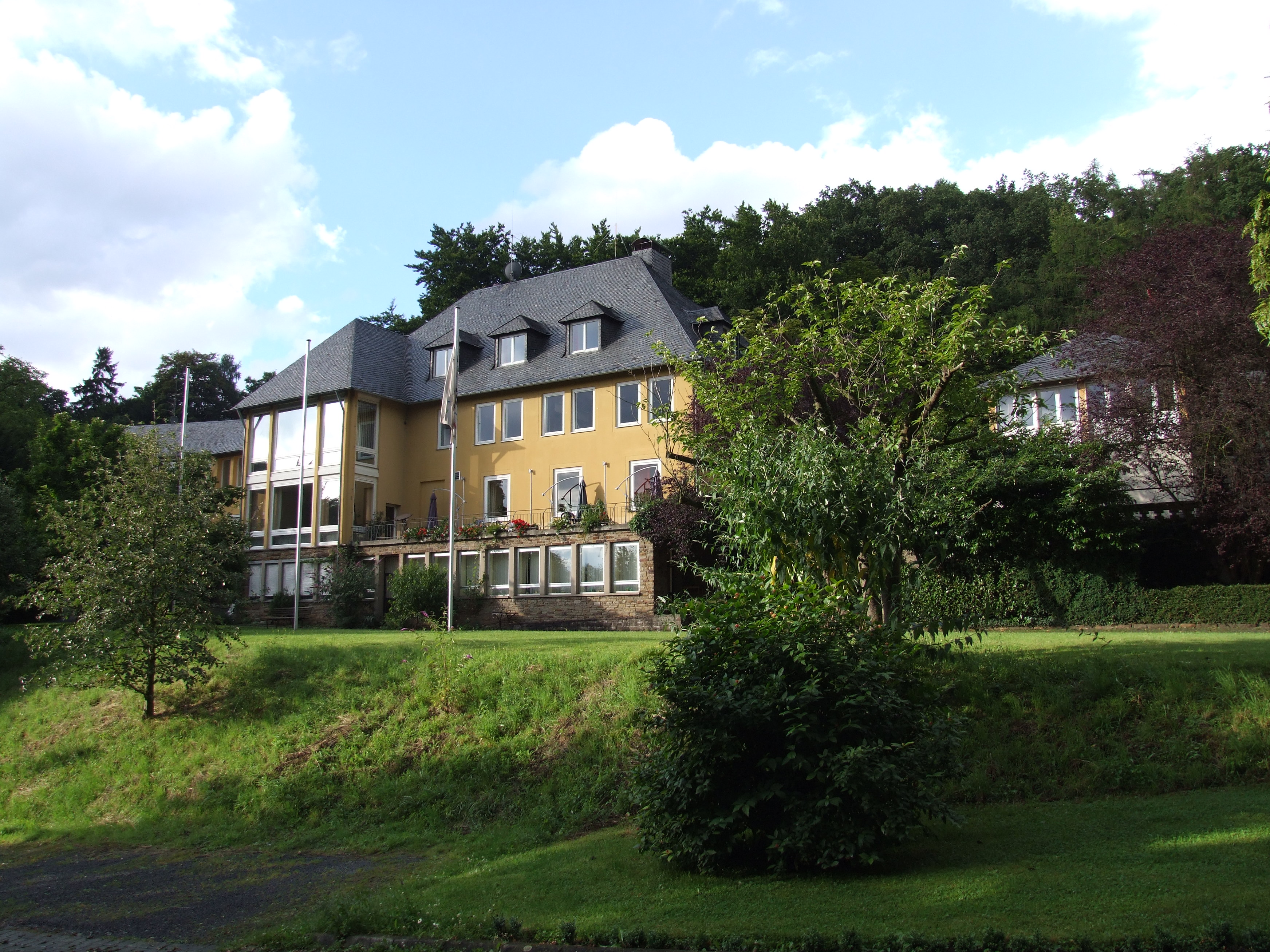